# Charlotte Amalie

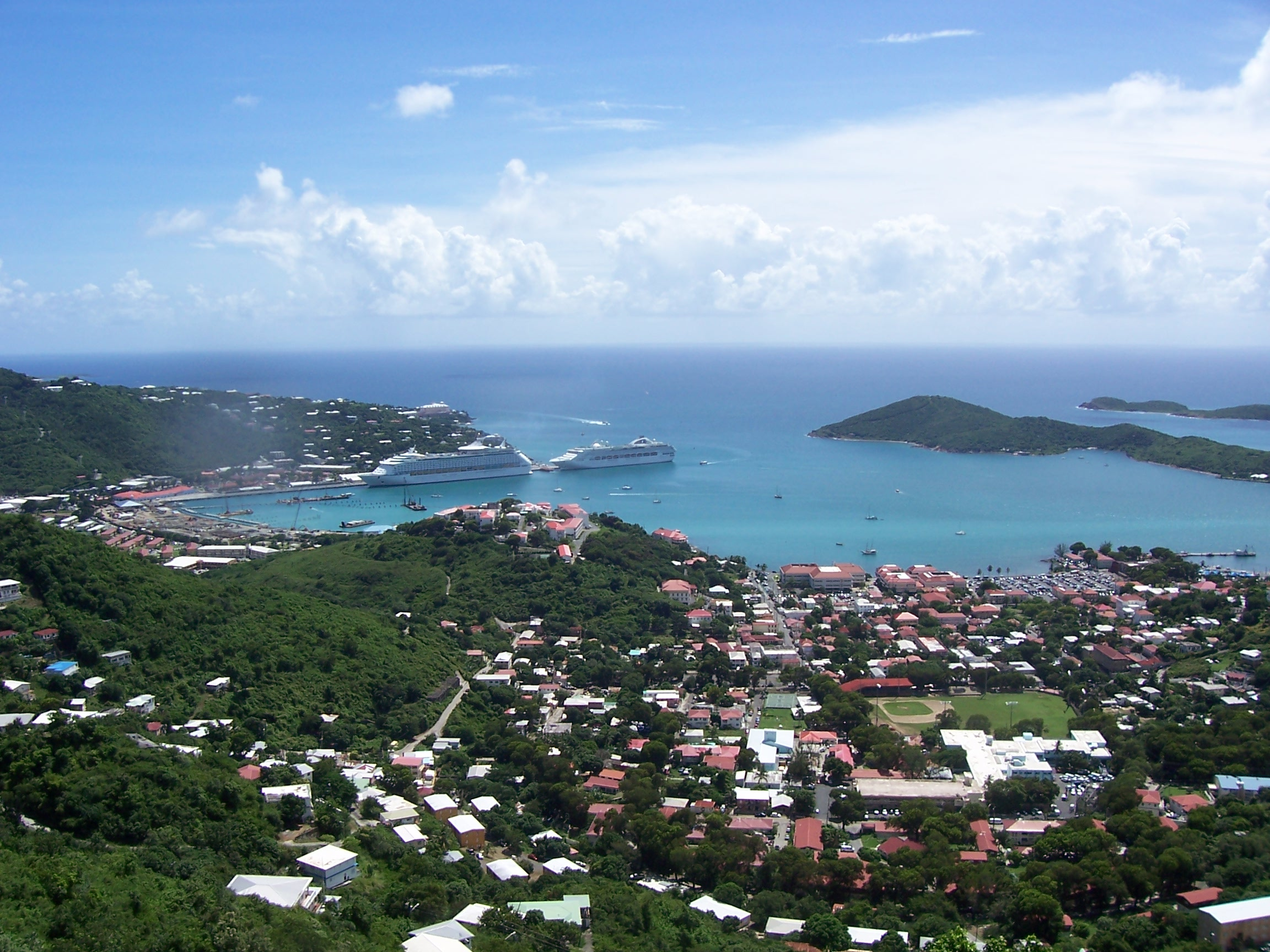
Charlotte Amalie látképe

Charlotte Amalie az Amerikai Virgin-szigetek közigazgatási központja, a Szent Tamás (St. Thomas) szigeten található. Népessége 18 481 (2010). A város Hessen–Kasseli Sarolta Amália dán és norvég királynéról, V. Keresztély dán király feleségéről kapta a nevét.
Régen kalóztámaszpont volt itt. Itt található az amerikai kontinens második legrégebbi zsinagógája.

## Itt születtek
- Camille Pissarro dán festő
- Kelsey Grammer amerikai színész

1. ↑  2020. évi népszámlálás az Egyesült Államokban. 2020. évi népszámlálás az Egyesült Államokban . (Hozzáférés: 2022. március 16.)